# Metodo di Laplace
Nell'analisi matematica, il metodo di Laplace, il cui nome deriva da Pierre-Simon Laplace, è una tecnica usata per approssimare integrali nella forma
{\displaystyle \int _{a}^{b}\!e^{Mf(x)}\,dx,}
dove {\displaystyle f(x)} è una qualunque funzione derivabile due volte, {\displaystyle M} è un numero "grande" e gli estremi d'integrazione {\displaystyle a} e {\displaystyle b} possono essere anche infiniti. Questa tecnica fu per la prima volta presentata nell'articolo "Mémoir sur la probabilité des causes par évènemens" di Laplace del 1774.

## L'idea del metodo di Laplace

La funzione (in blu) con è mostrata nella figura superiore per e in quella inferiore con. La funzione ha un massimo globale per. Si può notare che al crescere del valore di, l'approssimazione di questa funzione con una gaussiana (in rosso) migliora sempre di più. Questa osservazione sottolinea il metodo di Laplace.

Si assuma che la funzione {\displaystyle f(x)} abbia un unico massimo globale in {\displaystyle x_{0}}. Allora, il valore {\displaystyle f(x_{0})} sarà più grande degli altri valori di {\displaystyle f(x)}. Se si moltiplica questa funzione per un numero grande {\displaystyle M}, il rapporto fra {\displaystyle Mf(x_{0})} e {\displaystyle Mf(x)} rimane lo stesso (poiché {\displaystyle Mf(x_{0})/Mf(x)=f(x_{0})/f(x))}, ma crescerà esponenzialmente nella funzione {\displaystyle e^{Mf(x)}} (vedere figura). Perciò solo punti {\displaystyle x} in un intorno di {\displaystyle x_{0}} daranno significativi contributi all'integrale della funzione, che può essere stimato.
Per descrivere e motivare il metodo, sono necessarie alcune ipotesi. Si assuma che {\displaystyle x_{0}} non sia un estremo di integrazione, che il valore di {\displaystyle f(x)} non possa essere molto vicino a {\displaystyle f(x_{0})} a meno che {\displaystyle x} sia vicino a {\displaystyle x_{0}} e che la derivata seconda {\displaystyle f''(x_{0})<0}.
Si può sviluppare {\displaystyle f(x)} intorno a {\displaystyle x_{0}} usando il teorema di Taylor e ottenendo
{\displaystyle f(x)=f(x_{0})+f'(x_{0})(x-x_{0})+{\frac {1}{2}}f''(x_{0})(x-x_{0})^{2}+R,}
dove {\displaystyle R=O\left((x-x_{0})^{3}\right).}
Poiché {\displaystyle f} ha un massimo globale in {\displaystyle x_{0}}, e siccome {\displaystyle x_{0}} non è un estremo, esso è un punto stazionario, perciò la derivata di {\displaystyle f} in {\displaystyle x_{0}} si annulla. Dunque, la funzione può essere approssimata al secondo ordine come
{\displaystyle f(x)\approx f(x_{0})-{\frac {1}{2}}|f''(x_{0})|(x-x_{0})^{2},}
per {\displaystyle x} vicino a {\displaystyle x_{0}} (si ricordi che la derivata seconda nel punto di massimo {\displaystyle x_{0}} è negativa). Le ipotesi assicurano la precisione dell'approssimazione
{\displaystyle \int _{a}^{b}\!e^{Mf(x)}\,dx\approx e^{Mf(x_{0})}\int _{a}^{b}e^{-M|f''(x_{0})|(x-x_{0})^{2}/2}\,dx}
(vedere la figura sulla destra). Quest'ultimo integrale sarebbe un integrale di Gauss se i limiti di integrazione andassero da {\displaystyle -\infty } a {\displaystyle +\infty } (che può essere assunto dato che l'esponenziale decade molto velocemente lontano da {\displaystyle x_{0}}), e pertanto può essere calcolato. Si trova così che
{\displaystyle \int _{a}^{b}\!e^{Mf(x)}\,dx\approx {\sqrt {\frac {2\pi }{M|f''(x_{0})|}}}e^{Mf(x_{0})},\qquad {\text{con }}M\to +\infty .}

## Enunciato
Si assuma che {\displaystyle f(x)} sia una funzione di classe {\displaystyle C^{2}} su {\displaystyle [a,b]} con {\displaystyle x_{0}\in (a,b)} l'unico punto tale che {\displaystyle f(x_{0})=\max _{[a,b]}f(x)}. Si assuma inoltre che {\displaystyle f''(x_{0})<0}.
Allora
{\displaystyle \lim _{n\to +\infty }{\frac {\int _{a}^{b}e^{nf(x)}\,dx}{e^{nf(x_{0})}{\sqrt {\frac {2\pi }{n(-f''(x_{0}))}}}}}=1.}

## Dimostrazione
Minorante:
Sia {\displaystyle \varepsilon >0}. Per la continuità di {\displaystyle f''} esiste {\displaystyle \delta >0} tale che se {\displaystyle |x_{0}-c|<\delta } allora {\displaystyle f''(c)\geq f''(x_{0})-\varepsilon }. Dal teorema di Taylor, per ogni {\displaystyle x\in (x_{0}-\delta ,x_{0}+\delta )}, {\displaystyle f(x)\geq f(x_{0})+{\frac {1}{2}}(f''(x_{0})-\varepsilon )(x-x_{0})^{2}}.
Quindi si ha il seguente minorante:
{\displaystyle \int _{a}^{b}e^{nf(x)}\,dx\geq \int _{x_{0}-\delta }^{x_{0}+\delta }e^{nf(x)}\,dx\geq e^{nf(x_{0})}\int _{x_{0}-\delta }^{x_{0}+\delta }e^{{\frac {n}{2}}(f''(x_{0})-\varepsilon )(x-x_{0})^{2}}\,dx=e^{nf(x_{0})}{\sqrt {\frac {1}{n(-f''(x_{0})+\varepsilon )}}}\cdot \int _{-\delta {\sqrt {n(-f''(x_{0})+\varepsilon )}}}^{\delta {\sqrt {n(-f''(x_{0})+\varepsilon )}}}e^{-{\frac {1}{2}}y^{2}}\,dy,}
dove l'ultima uguaglianza è stata ottenuta dal cambio di variabili {\displaystyle y={\sqrt {n(-f''(x_{0})+\varepsilon )}}(x-x_{0})}. Si ricordi che {\displaystyle f''(x_{0})<0} e quindi è possibile estrarne la radice quadrata.
Se si dividono entrambi i membri della precedente disuguaglianza per {\displaystyle e^{nf(x_{0})}{\sqrt {\frac {2\pi }{n(-f''(x_{0}))}}}} e se ne prende il limite si ottiene:
{\displaystyle \lim _{n\to +\infty }{\frac {\int _{a}^{b}e^{nf(x)}\,dx}{e^{nf(x_{0})}{\sqrt {\frac {2\pi }{n(-f''(x_{0}))}}}}}\geq \lim _{n\to +\infty }{\frac {1}{\sqrt {2\pi }}}\int _{-\delta {\sqrt {n(-f''(x_{0})+\varepsilon )}}}^{\delta {\sqrt {n(-f''(x_{0})+\varepsilon )}}}e^{-{\frac {1}{2}}y^{2}}\,dy\,\cdot {\sqrt {\frac {-f''(x_{0})}{-f''(x_{0})+\varepsilon }}}={\sqrt {\frac {-f''(x_{0})}{-f''(x_{0})+\varepsilon }}}.}
Poiché è vero per un arbitrario {\displaystyle \varepsilon }, si trova il minorante:
{\displaystyle \lim _{n\to +\infty }{\frac {\int _{a}^{b}e^{nf(x)}\,dx}{e^{nf(x_{0})}{\sqrt {\frac {2\pi }{n(-f''(x_{0}))}}}}}\geq 1.}
Da notare che la dimostrazione funziona anche quando {\displaystyle a=-\infty } oppure {\displaystyle b=+\infty } (o entrambi).
Maggiorante:
La dimostrazione del maggiorante è simile a quella del minorante ma ci sono alcuni inconvenienti. Di nuovo si inizia prendendo un {\displaystyle \varepsilon >0} ma allo scopo di far funzionare la dimostrazione serve che {\displaystyle \varepsilon } sia piccolo abbastanza affinché {\displaystyle f''(x_{0})+\varepsilon <0}. Quindi, come sopra, dalla continuità di {\displaystyle f''} e il teorema di Taylor si trova {\displaystyle \delta >0} tale che se {\displaystyle |x-x_{0}|<\delta }, allora {\displaystyle f(x)\leq f(x_{0})+{\frac {1}{2}}(f''(x_{0})+\varepsilon )(x-x_{0})^{2}}. Infine per ipotesi (assumendo {\displaystyle a,b} finiti) esiste un {\displaystyle \eta >0} tale che se {\displaystyle |x-x_{0}|\geq \delta }, allora {\displaystyle f(x)\leq f(x_{0})-\eta }.
Si può ora calcolare il seguente maggiorante:
{\displaystyle {\begin{aligned}&\int _{a}^{b}e^{nf(x)}\,dx\leq \int _{a}^{x_{0}-\delta }e^{nf(x)}\,dx+\int _{x_{0}-\delta }^{x_{0}+\delta }e^{nf(x)}\,dx+\int _{x_{0}+\delta }^{b}e^{nf(x)}\,dx\leq (b-a)e^{n(f(x_{0})-\eta )}+\int _{x_{0}-\delta }^{x_{0}+\delta }e^{nf(x)}\,dx\\&\leq (b-a)e^{n(f(x_{0})-\eta )}+e^{nf(x_{0})}\int _{x_{0}-\delta }^{x_{0}+\delta }e^{{\frac {n}{2}}(f''(x_{0})+\varepsilon )(x-x_{0})^{2}}\,dx\leq (b-a)e^{n(f(x_{0})-\eta )}+e^{nf(x_{0})}\int _{-\infty }^{+\infty }e^{{\frac {n}{2}}(f''(x_{0})+\varepsilon )(x-x_{0})^{2}}\,dx\\&\leq (b-a)e^{n(f(x_{0})-\eta )}+e^{nf(x_{0})}{\sqrt {\frac {2\pi }{n(-f''(x_{0})-\varepsilon )}}}.\end{aligned}}}
Se si dividono entrambi i membri della disuguaglianza per {\displaystyle e^{nf(x_{0})}{\sqrt {\frac {2\pi }{n(-f''(x_{0}))}}}} e se ne prende il limite si ottiene:
{\displaystyle \lim _{n\to +\infty }{\frac {\int _{a}^{b}e^{nf(x)}\,dx}{e^{nf(x_{0})}{\sqrt {\frac {2\pi }{n(-f''(x_{0}))}}}}}\leq \lim _{n\to +\infty }(b-a)e^{-\eta n}{\sqrt {\frac {n(-f''(x_{0}))}{2\pi }}}+{\sqrt {\frac {-f''(x_{0})}{-f''(x_{0})-\varepsilon }}}={\sqrt {\frac {-f''(x_{0})}{-f''(x_{0})-\varepsilon }}}.}
Poiché {\displaystyle \varepsilon } è arbitrario si ha il maggiorante:
{\displaystyle \lim _{n\to +\infty }{\frac {\int _{a}^{b}e^{nf(x)}\,dx}{e^{nf(x_{0})}{\sqrt {\frac {2\pi }{n(-f''(x_{0}))}}}}}\leq 1.}
E combinandolo con il risultato ricavato prima si dimostra l'enunciato.
Da notare che la dimostrazione precedente fallisce quando {\displaystyle a=-\infty } oppure {\displaystyle b=+\infty } (o entrambi). Per trattare questi casi, c'è bisogno di ulteriori ipotesi. Un'assunzione sufficiente (e non necessaria) è che per {\displaystyle n=1}, l'integrale {\displaystyle \int _{a}^{b}e^{nf(x)}\,dx} sia finito, e che il numero {\displaystyle \eta } come sopra esista (si osservi che questa deve essere un'ipotesi solo nel caso di {\displaystyle a} o {\displaystyle b} infinito). La dimostrazione procede altrimenti come prima, ma gli integrali
{\displaystyle \int _{a}^{x_{0}-\delta }e^{nf(x)}\,dx+\int _{x_{0}+\delta }^{b}e^{nf(x)}\,dx}
devono essere stimati superiormente da
{\displaystyle \int _{a}^{x_{0}-\delta }e^{nf(x)}\,dx+\int _{x_{0}+\delta }^{b}e^{nf(x)}\,dx\leq \int _{a}^{b}e^{f(x)}e^{(n-1)(f(x_{0})-\eta )}\,dx=e^{(n-1)(f(x_{0})-\eta )}\int _{a}^{b}e^{f(x)}\,dx}
invece di {\displaystyle (b-a)e^{n(f(x_{0})-\eta )}} come per il minorante, così che quando si divide per {\displaystyle e^{nf(x_{0})}{\sqrt {\frac {2\pi }{n(-f''(x_{0}))}}}}, si ottiene per questo termine
{\displaystyle {\frac {e^{(n-1)(f(x_{0})-\eta )}\int _{a}^{b}e^{f(x)}\,dx}{e^{nf(x_{0})}{\sqrt {\frac {2\pi }{n(-f''(x_{0}))}}}}}=e^{-(n-1)\eta }{\sqrt {n}}e^{-f(x_{0})}\int _{a}^{b}e^{f(x)}\,dx{\sqrt {\frac {-f''(x_{0})}{2\pi }}}}
il cui limite per {\displaystyle n\to +\infty } è {\displaystyle 0}. Il resto della dimostrazione (l'analisi dei termini dominanti) procede come sopra.
La condizione data nel caso di intervallo infinito è, come detto precedentemente, sufficiente ma non necessaria. Tuttavia, la condizione è soddisfatta nella maggior parte delle applicazioni: la condizione semplicemente afferma che l'integrale che si sta studiando sia ben definito (non infinito) e che il massimo della funzione in {\displaystyle x_{0}} sia un "vero" massimo (il numero {\displaystyle \eta >0} deve esistere). Non c'è inoltre bisogno di richiedere che l'integrale sia finito per {\displaystyle n=1} ma è sufficiente che lo sia per un qualche {\displaystyle n=N}.

## Applicazione: approssimazione di Stirling
Il metodo di Laplace può essere utilizzato per derivare l'approssimazione di Stirling
{\displaystyle N!\approx {\sqrt {2\pi N}}N^{N}e^{-N},}
per un intero {\displaystyle N} grande.
Dalla definizione della funzione Gamma, si ha
{\displaystyle N!=\Gamma (N+1)=\int _{0}^{\infty }e^{-x}x^{N}\,dx.}
Ora effettuando il cambio di variabile
{\displaystyle x=Nz}
si ottiene
{\displaystyle N!=\int _{0}^{\infty }e^{-Nz}\left(Nz\right)^{N}N\,dz=N^{N+1}\int _{0}^{\infty }e^{-Nz}z^{N}\,dz=N^{N+1}\int _{0}^{\infty }e^{-Nz}e^{N\ln z}\,dz=N^{N+1}\int _{0}^{\infty }e^{N(\ln z-z)}\,dz.}
Questo integrale ha la forma necessaria per il metodo di Laplace con
{\displaystyle f\left(z\right)=\ln {z}-z}
che è derivabile con continuità due volte:
{\displaystyle f'(z)={\frac {1}{z}}-1,}
{\displaystyle f''(z)=-{\frac {1}{z^{2}}}.}
Il massimo di {\displaystyle f(x)} si trova  {\displaystyle z_{0}=1}, e la derivata seconda in quel punto ha valore {\displaystyle -1}. Pertanto, si ricava
{\displaystyle N!\approx N^{N+1}{\sqrt {\frac {2\pi }{N}}}e^{-N}={\sqrt {2\pi N}}N^{N}e^{-N}.}

## Generalizzazioni
L'approssimazione di Laplace può essere generalizzata agli integrali nella forma
{\displaystyle \int _{a}^{b}h(x)e^{Mg(x)}\,dx\approx {\sqrt {\frac {2\pi }{M|g''(x_{0})|}}}h(x_{0})e^{Mg(x_{0})},\qquad {\text{con }}M\to +\infty ,}
dove {\displaystyle h} è positiva. È importante sottolineare che la precisione dell'approssimazione dipende dalla variabile di integrazione.
Nel caso a più variabili, dove {\displaystyle \mathbf {x} } è un vettore {\displaystyle n}-dimensionale e {\displaystyle f(\mathbf {x} )} è una funzione scalare di {\displaystyle \mathbf {x} }, l'approssimazione di Laplace diventa:
{\displaystyle \int e^{Mf(\mathbf {x} )}\,d\mathbf {x} \approx \left({\frac {2\pi }{M}}\right)^{n/2}|-H(f)(\mathbf {x} _{0})|^{-1/2}e^{Mf(\mathbf {x} _{0})},\qquad {\text{con }}M\to +\infty ,}
con {\displaystyle H(f)(\mathbf {x} _{0})} la matrice hessiana di {\displaystyle f} calcolata in {\displaystyle \mathbf {x} _{0}} e dove {\displaystyle |\cdot |} indica il determinante. Analogamente al caso di una variabile, la matrice hessiana deve essere definita negativa.

## Precisione del metodo
Prima di tutto, si ponga senza perdita di generalità che il massimo globale si trovi in {\displaystyle x_{0}=0}. Perciò, quello che si vuole è l'errore relativo {\displaystyle \left|R\right|} come mostrato sotto
{\displaystyle \int _{a}^{b}\!h(x)e^{Mg(x)}\,dx=h(0)e^{Mg(0)}s\underbrace {\int _{a/s}^{b/s}{\frac {h(x)}{h(0)}}e^{M\left[g(sy)-g(0)\right]}dy} _{1+R},}
dove {\displaystyle s\equiv {\sqrt {\frac {2\pi }{M\left|g''(0)\right|}}}}. Quindi, posto {\displaystyle A\equiv {\frac {h(sy)}{h(0)}}e^{M\left[g(sy)-g(0)\right]}} e {\displaystyle A_{0}\equiv e^{-\pi y^{2}}}, si ottiene
{\displaystyle \left|R\right|=\left|\int _{a/s}^{b/s}A\,dy-\int _{-\infty }^{\infty }A_{0}\,dy\right|}
poiché {\displaystyle \int _{-\infty }^{\infty }A_{0}\,dy=1}. Ora si deve trovare un maggiorante.
Grazie a {\displaystyle \left|A+B\right|\leq |A|+|B|}, si può separare l'integrazione in 5 parti di 3 differenti tipi: {\displaystyle (a)}, {\displaystyle (b)} e {\displaystyle (c)}, rispettivamente. Pertanto,
{\displaystyle |R|<\underbrace {\left|\int _{D_{y}}^{\infty }A_{0}dy\right|} _{(a_{1})}+\underbrace {\left|\int _{D_{y}}^{b/s}Ady\right|} _{(b_{1})}+\underbrace {\left|\int _{-D_{y}}^{D_{y}}\left(A-A_{0}\right)dy\right|} _{(c)}+\underbrace {\left|\int _{a/s}^{-D_{y}}Ady\right|} _{(b_{2})}+\underbrace {\left|\int _{-\infty }^{-D_{y}}A_{0}dy\right|} _{(a_{2})},}
dove {\displaystyle (a_{1})} e {\displaystyle (a_{2})} sono simili, quindi si calcolerà solo {\displaystyle (a_{1})}, e analogamente per {\displaystyle (b_{1})} e {\displaystyle (b_{2})}.
Per {\displaystyle (a_{1})}, dopo aver rinominato {\displaystyle z\equiv \pi y^{2}}, si ha
{\displaystyle (a_{1})=\left|{\frac {1}{2{\sqrt {\pi }}}}\int _{\pi D_{y}^{2}}^{\infty }e^{-z}z^{-1/2}dz\right|<{\frac {e^{-\pi D_{y}^{2}}}{2\pi D_{y}}}.}
Questo significa che fintanto che {\displaystyle D_{y}} è abbastanza grande, esso tenderà a zero.
Per {\displaystyle (b_{1})}, si ricava
{\displaystyle (b_{1})\leq \left|\int _{D_{y}}^{b/s}\left[{\frac {h(sy)}{h(0)}}\right]_{\mathrm {max} }e^{Mm(sy)}dy\right|,}
dove
{\displaystyle m(x)\geq g(x)-g(0),\qquad {\text{con }}x\in [sD_{y},b]}
e {\displaystyle h(x)} dovrebbe avere lo stesso segno di {\displaystyle h(0)} nella regione. Si scelga {\displaystyle m(x)} come la tangente in {\displaystyle x=sD_{y}}, cioè {\displaystyle m(sy)=g(sD_{y})-g(0)+g'(sD_{y})\left(sy-sD_{y}\right)} (che è mostrata in figura).

è la tangente in.

Dalla figura si può osservare che quando {\displaystyle s} o {\displaystyle D_{y}} diventa piccolo, la regione che soddisfa la precedente disuguaglianza diventa sempre più grande. Dunque, se si vuole trovare una {\displaystyle m(x)} adatta a coprire l'intera {\displaystyle f(x)} nell'intervallo di {\displaystyle (b_{1})}, {\displaystyle D_{y}} deve avere un estremo superiore. Inoltre, siccome l'integrale {\displaystyle e^{-\alpha x}} è semplice, si userà per stimare l'errore relativo dovuto a {\displaystyle (b_{1})}.
Usando lo sviluppo di Taylor, si ottiene
{\displaystyle M\left[g(sD_{y})-g(0)\right]=M\left[{\frac {g''(0)}{2}}s^{2}D_{y}^{2}+{\frac {g'''(\xi )}{6}}s^{3}D_{y}^{3}\right]\,\,{\text{con}}\,\,\xi \in [0,sD_{y}]=-\pi D_{y}^{2}+{\frac {(2\pi )^{3/2}g'''(\xi )D_{y}^{3}}{6{\sqrt {M}}|g''(0)|^{3/2}}},}
e
{\displaystyle Msg'(sD_{y})=Ms\left(g''(0)sD_{y}+{\frac {g'''(\zeta )}{2}}s^{2}D_{y}^{2}\right),\qquad {\text{con }}\zeta \in [0,sD_{y}]=-2\pi D_{y}+{\sqrt {\frac {2}{M}}}\left({\frac {\pi }{|g''(0)|}}\right)^{3/2}g'''(\zeta )D_{y}^{2},}
e si sostituisce nel calcolo di {\displaystyle (b_{1})}. Tuttavia, si trova che i resti dei due sviluppi sono entrambi inversamente proporzionali alla radice di {\displaystyle M}, perciò si tralasceranno per rendere più elegante il calcolo.
{\displaystyle (b_{1})\leq \left|\left[{\frac {h(sy)}{h(0)}}\right]_{\text{max}}e^{-\pi D_{y}^{2}}\int _{0}^{b/s-D_{y}}e^{-2\pi D_{y}y}dy\right|\leq \left|\left[{\frac {h(sy)}{h(0)}}\right]_{\text{max}}e^{-\pi D_{y}^{2}}{\frac {1}{2\pi D_{y}}}\right|.}
In aggiunta, tenderà a zero quando {\displaystyle D_{y}} diventa arbitrariamente grande, ma non si dimentichi che il limite superiore di {\displaystyle D_{y}} deve essere considerato nel calcolo.
A proposito dell'integrazione vicino a {\displaystyle x=0}, si può usare anche il teorema di Taylor per calcolarlo. Quando {\displaystyle h'(0)\neq 0}
{\displaystyle (c)\leq \int _{-D_{y}}^{D_{y}}e^{-\pi y^{2}}\left|{\frac {sh'(\xi )}{h(0)}}y\right|\,dy<{\sqrt {\frac {2}{\pi M|g''(0)|}}}\left|{\frac {h'(\xi )}{h(0)}}\right|_{\text{max}}\left(1-e^{-\pi D_{y}^{2}}\right)}
e si trova che è inversamente proporzionale a {\displaystyle {\sqrt {M}}}. Infatti, {\displaystyle (c)} avrà lo stesso comportamento quando {\displaystyle h(x)} è costante.
Infine, l'integrazione vicino al punto stazionario diventa piccola quando {\displaystyle {\sqrt {M}}} diventa grande, e le parti rimanenti tenderanno a zero fintanto che {\displaystyle D_{y}} è abbastanza grande, ma quest'ultimo ha un estremo superiore dovuto alla condizione che la funzione {\displaystyle m(x)} è sempre maggiore di {\displaystyle g(x)-g(0)} nella regione rimanente. Tuttavia, fino a che si trova un {\displaystyle m(x)} che soddisfa la condizione, l'estremo superiore di {\displaystyle D_{y}} può essere scelto direttamente proporzionale a {\displaystyle {\sqrt {M}}} poiché {\displaystyle m(x)} è la tangente di {\displaystyle g(x)-g(0)} in {\displaystyle x=sD_{y}}. Quindi, più grande è {\displaystyle M}, più può essere grande {\displaystyle D_{y}}.

## Estensione del metodo di Laplace: la discesa del gradiente
Un'estensione del metodo di Laplace all'analisi complessa, insieme alla formula integrale di Cauchy, è usata per trovare un contorno di "discesa più ripida" per un (asintoticamente per grandi {\displaystyle M}) integrale equivalente, espresso come un integrale di linea. In particolare, se non esistono punti sulla retta reale in cui la derivata di {\displaystyle f} si annulla, può essere necessario deformare in contorno di integrazione in uno ottimale, dove l'analisi discussa prima è possibile. Ancora l'idea principale è di ridurre, almeno in modo asintotico, il calcolo del dato integrale a uno più semplice e che quindi può essere valutato esplicitamente. Si veda il libro di Erdelyi (1956) per una semplice discussione (dove il metodo è chiamato "discesa del gradiente")
L'appropriata formulazione per il piano complesso è
{\displaystyle \int _{a}^{b}\!e^{Mf(z)}\,dz\approx {\sqrt {\frac {2\pi }{-Mf''(z_{0})}}}e^{Mf(z_{0})},\qquad {\text{con }}M\to +\infty .}
per un percorso passante attraverso il punto di sella in {\displaystyle z_{0}}. Da notare l'esplicita presenza di un segno meno ad indicare la direzione della derivata seconda: non se ne può prendere il modulo. Inoltre se la funzione integranda è meromorfa, si può dover aggiungere i residui corrispondenti ai poli attraversati durante la deformazione del contorno (vedere per esempio la sezione 3 dell'artico di Okounkov "Symmetric functions and random partitions").